# Rhedae
Rhedae of Rhedea was het gebied dat de Romeinen rond Narbo Martius, het huidige Narbonne, veroverden in ongeveer 120 v.Chr.
De plaatsen Rennes-le-Château en Rennes-les-Bains zijn hier naar vernoemd. 
Er zijn Romeinse overblijfselen gevonden in het gebied. Uitkijkend  over de heuvels bij Rennes-les-Bains, zijn twee uit de rotsen gehouwen hoofden te zien, die dateren uit de Romeinse tijd.